# D. Stempel AG
D. Stempel AG (kortweg 'Stempel') was een Duitse lettergieterij in Frankfurt, opgericht op 15 januari 1895 door David Stempel (1869-1927).
Aanvankelijk was het bedrijf toeleverancier van onderdelen en materialen voor drukpersen.
Daarna nam het de productie over van de in 1858 opgerichte lettergieterij Juxberg-Rust uit Offenbach.
In 1900 verkreeg Stempel de exclusieve rechten om lettermatrijzen te fabriceren voor Linotype GmbH, de Europese tak van Mergenthaler Linotype Company. Ondertussen verwierf Linotype een steeds groter aandeel.
Walter Cunz leidde de lettergieterij vanaf het einde van de Tweede Wereldoorlog tot de late zestiger jaren, en maakte het bedrijf met haar collectie tot marktleider, dankzij briljante letterontwerpers als Hermann Zapf. Hij regelde aandelen in Haas'sche Schriftgiesserei, de collectie van Klingspor gieterij, en enkele lettertypen van Weber.
Pas in 1977 begon Stempel met typen voor fotozetten, veel later dan de concurrenten.
De laatste Linotype matrijzen werden in 1983 gemaakt. Begin 1985 werd Stempel totaal opgenomen in Linotype GmbH.